# الطهيف (العرش)

تعديل مصدري - تعديل

حارة الطهيف هي إحدى حارات مدينة ملاح أحد مدن محافظة البيضاء، بلغ تعداد سكانها 1396 نسمة حسب تعداد اليمن لعام 2004.